# Eunidia partenigroantennalis
Eunidia partenigroantennalis är en skalbaggsart som beskrevs av Stefan von Breuning 1969. Eunidia partenigroantennalis ingår i släktet Eunidia och familjen långhorningar. Inga underarter finns listade i Catalogue of Life.